# Tanato

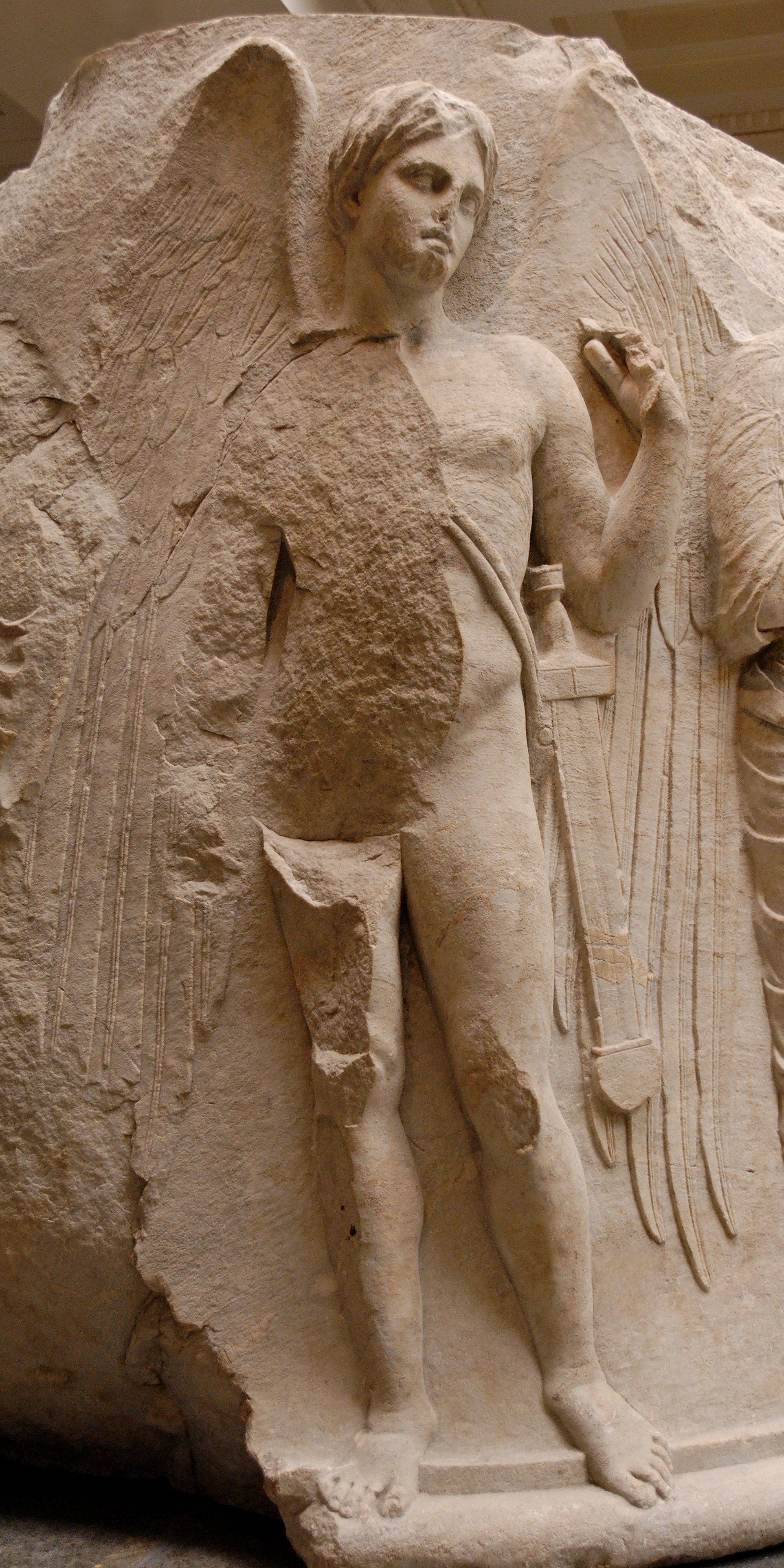
Thanatos come un giovane alato armato di spada. Scultura sul timpano di una colonna del Tempio di Artemide a Efeso, circa 325–300 a.C.

Thanatos, a volte italianizzato Tanato (nome sdrucciolo: Tànato; dal greco θάνατος, thánatos, "Morte"), è, nella mitologia greca, la personificazione della morte. È figlio della Notte (o di Astrea) per partenogenesi (o da Erebo), nonché fratello gemello di Ipno, il dio del sonno (Ὕπνος, il Sonno).
È citato anche come "Colui che governa la morte" e "Leggenda" e "Legione Suprema". Nonostante l'importante funzione nella mitologia greca, è raramente rappresentato come persona.

## Nel mito e nella poesia
Esiodo, nella sua Teogonia (vv.211-212) fa nascere Tanato dalla Nyx (Nύξ, Notte), assieme al fratello gemello Hypnos (Ὕπνος, il Dio Del Sonno). Altri fratelli erano Moros (Μόρος, il Destino inevitabile), Ker (Κήρ, la Morte violenta), gli Oneiroi (Ὄνειροι, la Stirpe dei Sogni) e le Moire, venendo in particolare associato alla figura di Atropo, lei stessa dea della morte.
Sempre Esiodo descrive l'insensibilità di Tanato alle implorazioni degli umani:
la Morte e il Sonno Numi terribili; e mai non li mira

lo scintillante Sole coi raggi né quando egli ascende

il ciel né quando giú dal cielo discende. Di questi

sopra la terra l'uno sul dorso infinito del mare

mite sorvola ha cuore di miele per gli nomini tutti;

di ferro ha l'altra il cuore di bronzo implacabile in petto

l'alma gli siede; e quando ghermito ha una volta un mortale

più non lo lascia; e lei detestano sin gl'Immortali.»
(Esiodo, Teogonia, vv. 758-766)
Omero, nell'Iliade, definisce Ipno e Tanato come gemelli (da qui la celebre locuzione latina consanguineus lethi sopor) e descrive come furono mandati da Zeus su richiesta di Apollo, per recuperare il corpo di Sarpedonte, ucciso da Patroclo, per portarlo in Licia per ricevere gli onori funebri.
Ed alla Morte, che alla licia gente

Il portino. I fratelli ivi e gli amici

L’onoreranno di funereo rito

E di tomba e di cippo, alle defunte

Anime forti onor supremo e caro.

[...]

D’immortal veste avvolgi: indi alla Morte

Ed al Sonno gemelli fa precetto

Che all’opime di Licia alme contrade»
(Omero, Iliade vv. 453-458 e 681-683)
Il carattere di Tanato è arrogante e impulsivo, amante del sangue e della violenza, quale potenza inevitabile e inflessibile. Nemico implacabile del genere umano, odioso anche agli immortali, ha fissato il suo soggiorno nel Tartaro o dinanzi alla porta dell'"Elisio" e degli "Inferi". Tanato ha un cuore di ferro, venne a meno in un mito popolare già citato da Omero e sviluppato nel dramma satiresco Sisifo fuggitivo di Eschilo (Σίσυφος Πετροκυλιστής, Sisyphos Petrokylistes ,Sisýphos drapétes, V sec a.C.), dove Zeus per punire Sisifo, re di Corinto, mandò Tanato per rinchiuderlo nel Tartaro. Ma quando Tanato giunse a casa di Sisifo, questi lo fece ubriacare e lo legò con catene, imprigionandolo. Con Tanato incatenato, la morte scomparve dal mondo. Il dio Ares, quando si accorse che durante le battaglie non moriva più nessuno e che quindi non avevano più senso, si mosse per liberare Tanato e prendere Sisifo.
Sisifo riuscì una seconda volta a sfuggire alla morte convincendo Persefone di farlo tornare per un giorno da sua moglie sostenendo che lei non era mai riuscita a dargli un funerale appropriato (in realtà aveva imposto alla moglie Merope di non seppellire il suo corpo). Questa seconda volta Sisifo fu trascinato nell'oltretomba, fino nel Tartaro, da Hermes, quando rifiutò di accettare la propria morte; in più fu condannato per l'eternità a trascinare, in cima a una collina, un macigno che poi sarebbe rotolato giù.
Sisifo viene anche ripreso da Alceo di Mitilene. In un frammento di una sua lirica è riportato: 
(Alceo, Frammento 38a)
Se Sisifo fu l'unico che poté sfuggire all'inesorabile Tanato grazie all'inganno, Eracle fu l'unico che poté sfuggire grazie alla sua forza, come inscenò Euripide nella tragedia Alcesti.

## Altri miti
In qualità di divinità psicopompa, a volte la sua figura si confonde con quella di Hermes, in particolare nel periodo più antico. Spesso fu associato, oltre i suoi fratelli, anche ad altre personificazioni negative come Geras (la Vecchiaia), Oizys (la Sofferenza), Apate (l'Inganno), Eris (la Discordia). Occasionalmente è visto come la Morte in pace, in contrapposizione a sua sorella Ker, la Morte violenta. 
Il suo nome è traslitterato in latino come Thanatus, e veniva corrisposto a "Mors" o, più raramente, a Orco.

## Rappresentazioni
Durante il periodo tardo Imperiale, quando la transizione dalla vita ai Campi Elisi veniva intesa come una fine più accettabile, Tanato cominciò ad essere visto come un meraviglioso efebo e divenne associato più al gentile trapasso che ad una terribile minaccia. Molti sarcofaghi romani lo ritraggono come un fanciullo alato al pari di Cupido: come osservò Arthur Bernard Cook, "Eros con le gambe incrociate e la torcia rovesciata divenne il più comune simbolo della Morte".
Sovente era rappresentato con la Torcia girata quale simbolo della vita che si estingue, o con una farfalla in mano (ψυχή [psiche], oltre a farfalla, può significare anche anima, vita) oppure con un fiore di papavero sonnifero, simbolo che condivideva col fratello Hypnos, col quale spesso era in compagnia.
Se rappresentato come adulto, sempre alato, spesso è armato di Spada, come nell'Alcesti di Euripide, il quale lo descrive anche vestito di nero.
La lettera a lui associata è la Theta, la sua iniziale in greco, nonché il simbolo Theta nigrum.

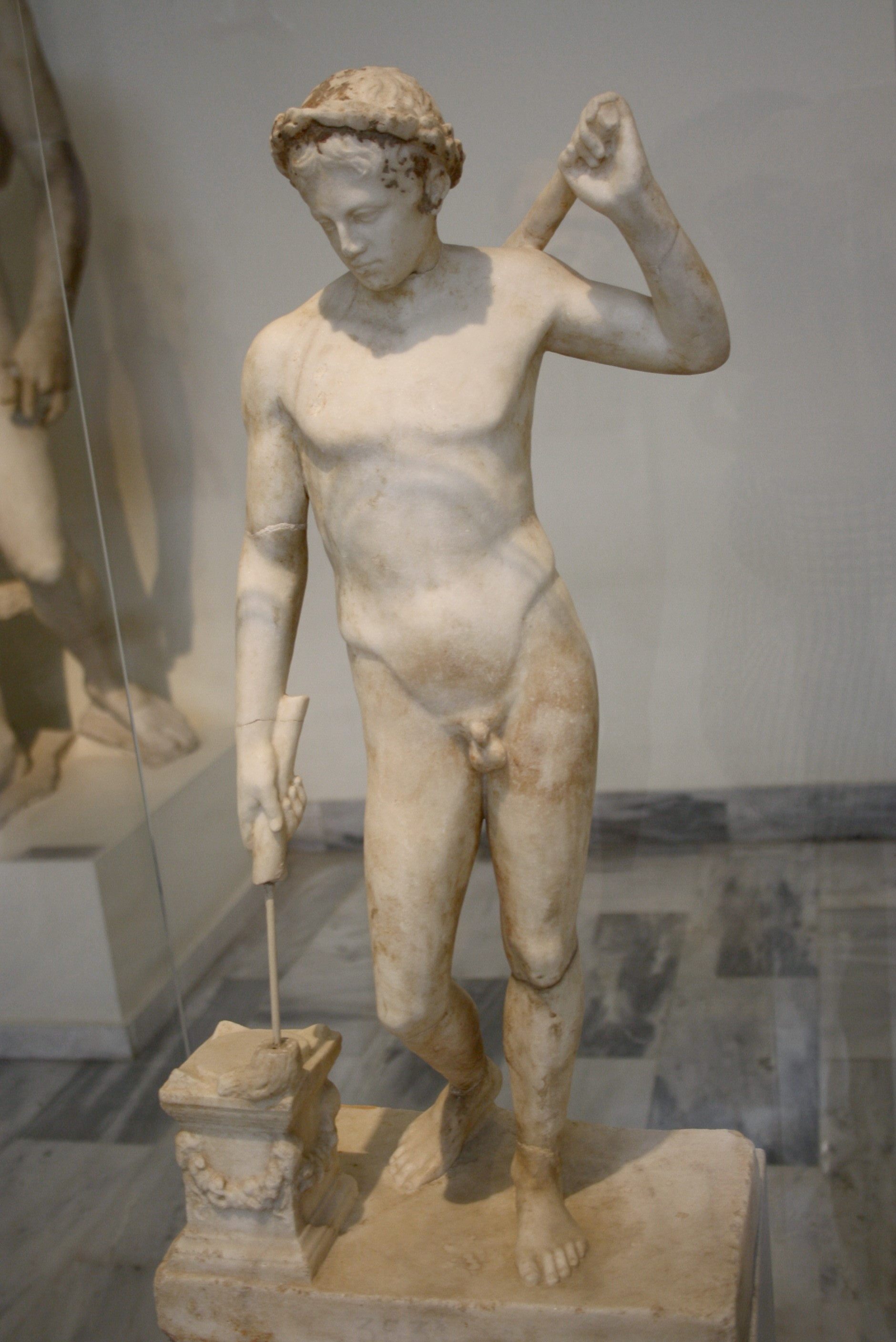
Copia romana di un originale della scuola di Pasitele (fine del secolo I a.C), esposta nella stanza 31 del Museo archeologico nazionale di Atene
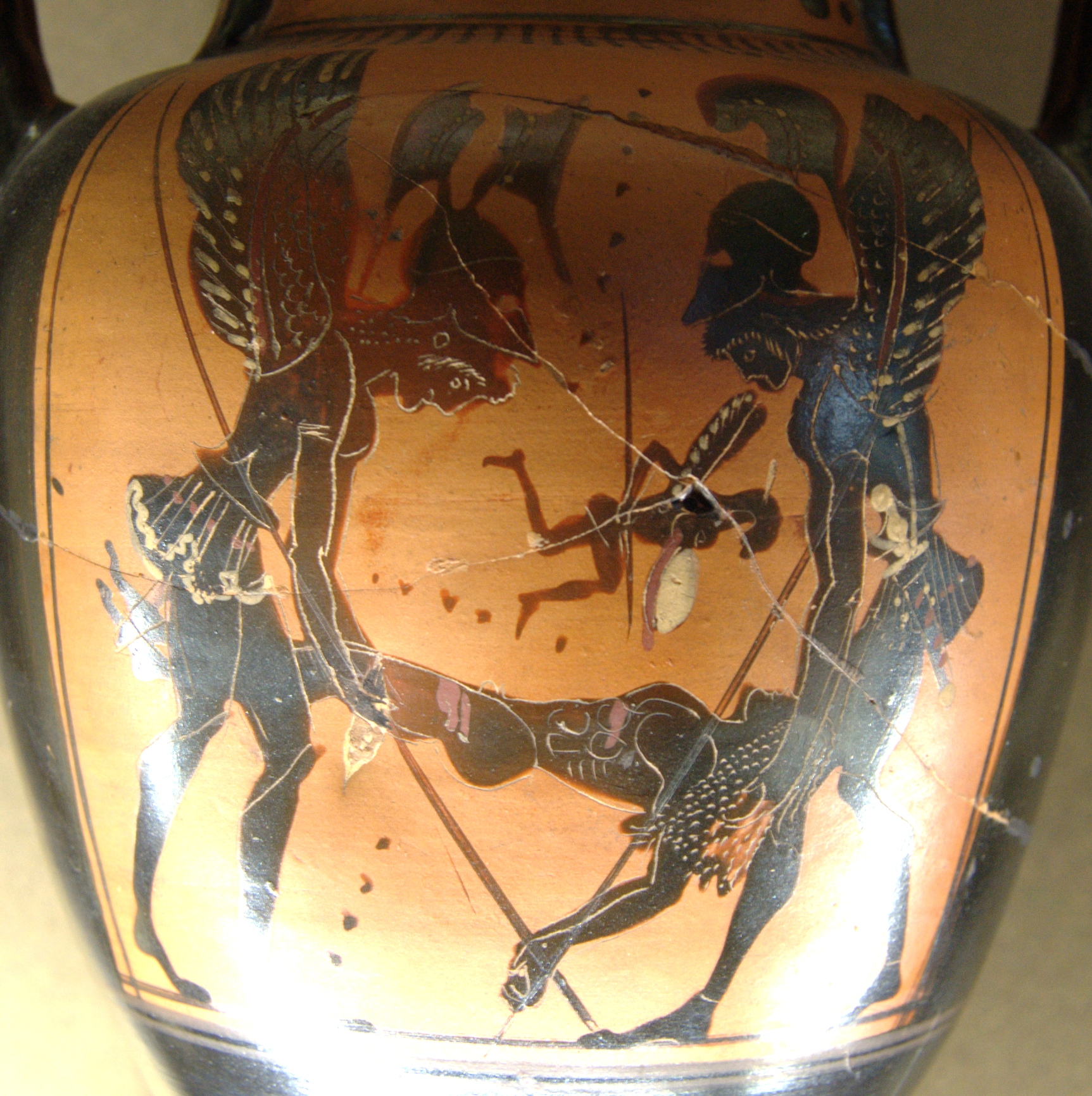
Morte di Sarpedonte Anfora Attica (500-490 a.C.), dall'Italia, Parigi, Musée du Louvre
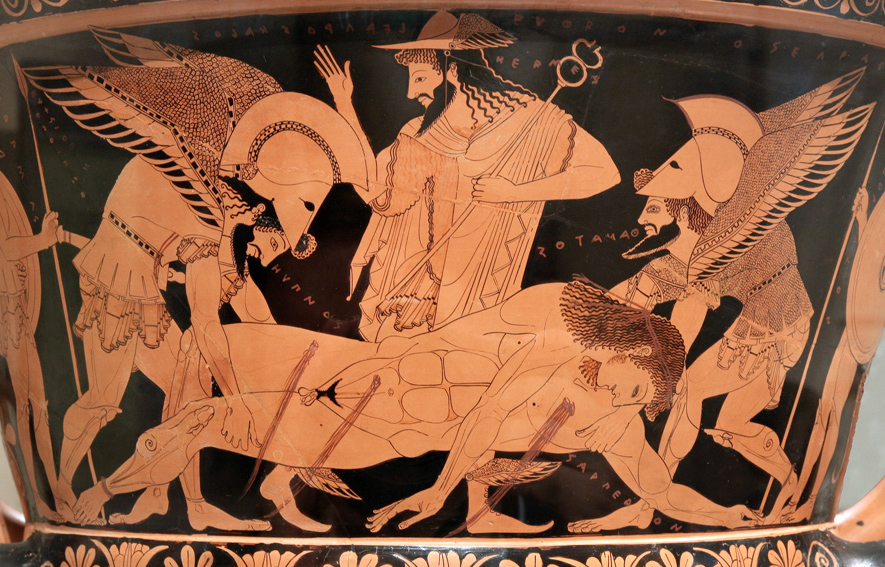
Morte di Sarpedonte mentre Hermes osserva, Cratere di Eufronio (515 a.C.), Attica
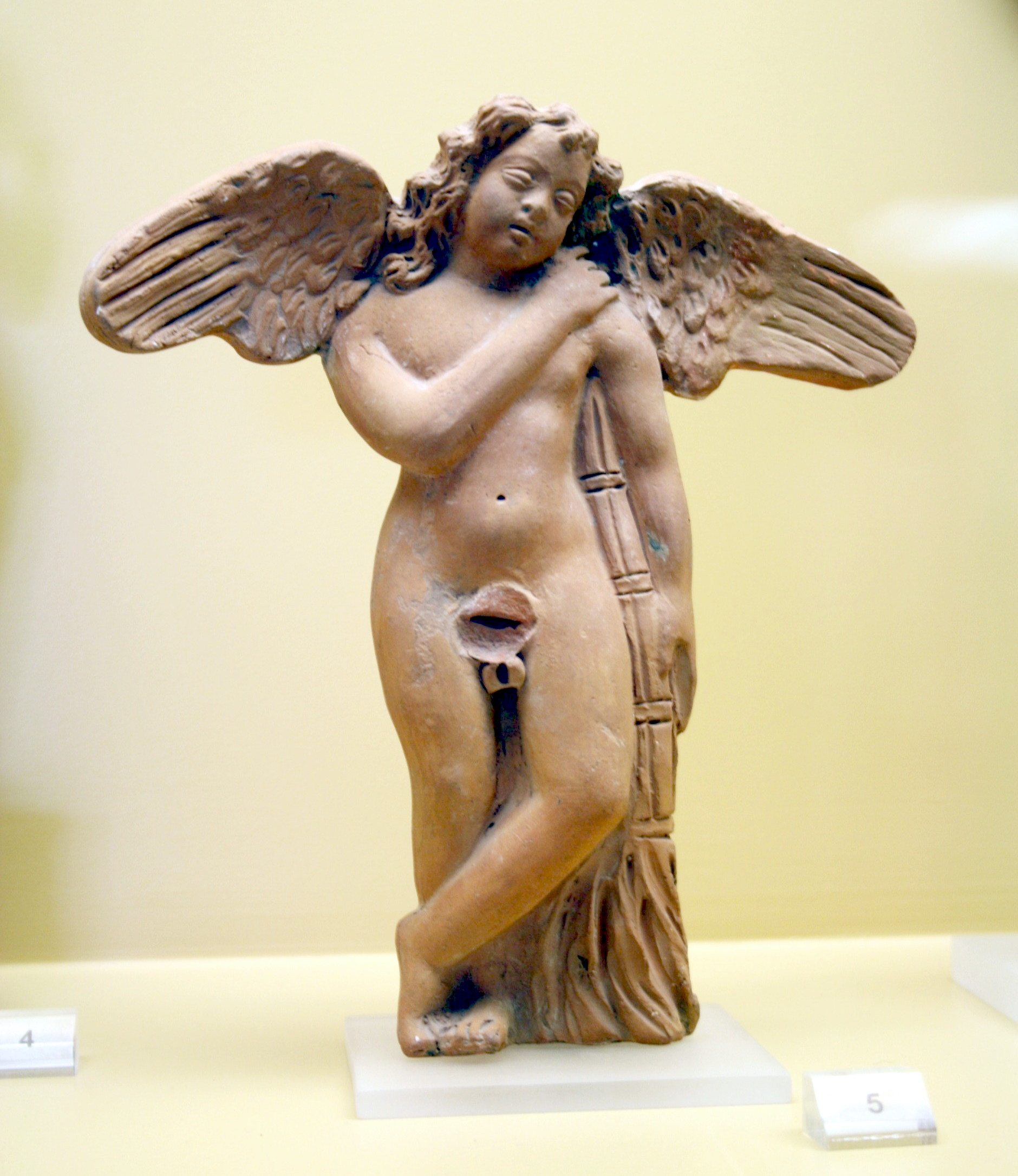
Eros Thanatos alato con torcia capovolta e gambe incrociante, (III sec a. C.), Stoà di Attalo, Atene
Sonno e suo fratello Morte figli della Notte, di Evelyn De Morgan (1883)
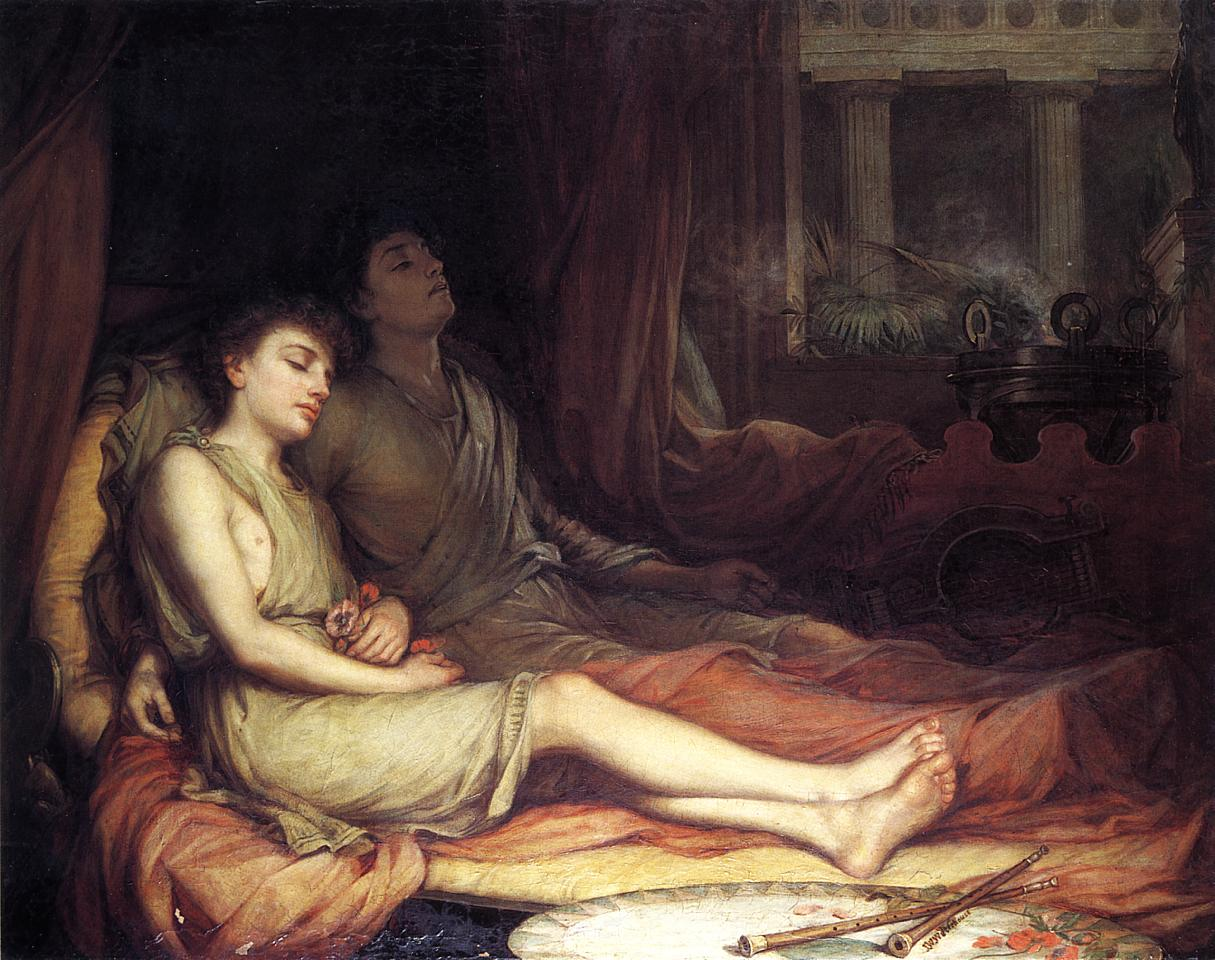
Sonno e suo fratello Morte, di John William Waterhouse (1874)

## Divinità correlate
- Mors (mitologia)
- Ade
- Atropo
- Ker
- Ecate
- Orco
- Personificazione della morte
- Divinità della morte

## Nella cultura di massa
- Nel manga Saint Seiya, Tanato è, insieme al gemello Ipno, uno degli attendenti del Re del mondo dei morti, Ade, e si occupa di disporre i preparativi per la sua rinascita terrena.
- Tanato è l’antagonista principale del videogioco God of War: Ghost of Sparta, in cui, diversi anni prima degli eventi narrati, rapì Deimos, fratello di Kratos, che venne da lui torturato.
- Tanato appare nella serie Persona: in Persona come boss principale della Torre di Tanato durante la Snow Queen Quest; in Shin Megami Tensei: Persona 3 come il Persona del secondo risveglio del protagonista dopo aver massimizzato il Social Link dell'Arcano della "Morte"; in Persona 4 Arena come Persona di Elizabeth e in Persona 5 come contenuto scaricabile.
- Thanos, il celebre supercattivo dei fumetti Marvel deve il suo nome a Tanato
- Tanato appare in Hades (videogioco) come figlio di Nyx, apparirà talvolta sfidando il protagonista ad uccidere più ombre di lui. Se battuto farà un dono al giocatore. Potrà inoltre essere colpito durante la sfida, non subirà danni, ma si lamenterà.
- Tanato appare ne Il figlio di Nettuno, secondo libro della serie letteraria Eroi dell'Olimpo, dove i protagonisti devono liberare il dio dalla prigionia del gigante Alcioneo.